# Polar Research Infrastructure Network
Das Polar Research Infrastructure Network (POLARIN) ist ein EU-gefördertes internationales Netzwerk von 50 Forschungsinstitutionen, das einen einheitlichen Zugang zu polaren Forschungsinfrastrukturen in Arktis und Antarktis bietet. Es wird vom Alfred-Wegener-Institut koordiniert.

## Ziele
Das Netzwerk soll Forschung, die sich wissenschaftlichen Herausforderungen in beiden Polarregionen stellt, ermöglichen und erleichtern. Dabei stellt es einen einheitlichen Zugang zu Forschungsinfrastrukturen sowohl in der Arktis als auch in der Antarktis bereit, umfassend für Forschungsbereiche von der marinen und terrestrischen Forschung bis hin zur Atmosphärenforschung. Ziele sind insbesondere:
- Aufgabenbezogener, nationen-übergreifender Zugriff auf ein großes Portfolio von Forschungsinfrastrukturen von Schiffen bis Messstationen
- Virtueller Zugriff auf Daten und Fernzugriff auf Datennahme (d. h. Entnahme von Proben oder Durchführung von Messungen, ohne dass die Anfragenden vor Ort dabei sind)
- Datenprodukte für Wissenschaft und politische Entscheidungen
- Ausbildung für junge Polarforschende zur optimalen Ausnutzung der Infrastruktur und Sicherheitstrainings für Polarregionen
- Bekanntmachen der Services von POLARIN und Teilen der Forschungsergebnisse mit der Gesellschaft

## Organisation
Das Netzwerk wird als Projekt von der EU im Rahmen von Horizont Europa vom 1. März 2024 bis 2029 mit 14,6 Millionen Euro gefördert. POLARIN wird vom Alfred-Wegener-Institut, Helmholtz-Zentrum für Polar- und Meeresforschung (AWI) in Bremerhaven koordiniert. Projektkoordinatorin ist (Stand 4/2024) Nicole Biebow.
Das Netzwerk wird von 50 internationalen Institutionen gebildet. Neben europäischen Partnern gehören dazu auch Institutionen aus Chile, Kanada, den USA, der Ukraine und dem Vereinigten Königreich. Das Netzwerk stellt insgesamt den Zugang zu 64 Forschungseinrichtungen bereit. Dazu gehören arktische und antarktische Forschungsstationen, Forschungsschiffe, Eisbrecher, Observatorien, Dateninfrastrukturen sowie Eis- und Sedimentkernlager.
Für Deutschland sind das AWI, das Helmholtz-Zentrum Potsdam – Deutsches GeoForschungsZentrum (GFZ) und die FL Polar Operation GmbH (FLPO) beteiligt. Bereitgestellt werden unter anderem der Zugang zum Forschungseisbrecher Polarstern und zur Neumayer-Station III.
Aus Norwegen nehmen NILU, Svalbard Integrated Arctic Earth Observing System (SIOS), Universität Tromsø (UiT) und das Norwegian Polar Institute (NPI) teil.
Das National Antarctic Scientific Center der Ukraine stellt Zugang zum Forschungsschiff Noosfera und der Antarktis-Forschungsstation Akademik Vernadsky zur Verfügung.